# Большая Талинка
Больша́я Та́линка (бывш. Талинка-Спасское) — село в Тамбовском районе Тамбовской области Российской Федерации. Входит в состав Столовского сельсовета.

## География
Село расположено в 28 км к северо-востоку от Тамбова по обеим берегам реки Савенья, на холмистой равнине. Удаленность села от административного центра сельсовета — села Столовое составляет — 6,8 км.

## История

### XVII век
Предполагается, что село возникло в последней четверти XVII века. Первые ближайшие поселения к селу появились к югу от реки Савенья. Вокруг села был лес. Через село проходила дорога из Бондарей на Тамбов, по которой перевозили шерсть, табак, хлеб. До появления села местность именовалось «Талинской поляной».
Во второй половине XVII века крымские, ногайские и калмыцкие орды значительно ослабли, и совершать былые грабительские набеги к юго-восточным границам Русского царства они уже не могли. Отряды грабителей всё реже и реже появлялись на Тамбовщине.
После подавления Восстания Степана Разина в 1670 году и активного строительством оборонного рубежа, засечной черты губернии, территория южнее и вблизи Тамбова начала активно заселятся.
Село возникло село благодаря усилиям Епископа Питирима. Епископу Питириму удалось получить земли, леса, рыбные ловли. 16 апреля 1685 г. он просил государей пожаловать ему на содержание кафедры вместо скудных Мамонтова и Троицкого монастырей другие, а именно: Черниев монастырь, Сергиевскую Успенскую Проломскую пустынь, Вышенскую пустынь с крестьянами и пашнями. Все они были приписаны к архиерейской кафедре указом государей от 11 сентября 1687 г.. Позже Питирим предпринял шаги, чтобы в епископскую собственность перешли и новые земли: в 1692 году отдана была «Талинская Поляна» по речке Талинке, по правую сторону, и по речке Керше вниз (окончательно все эти земли были закреплены только в 1696 году, а всего 900 четвертей земли). До этого земли использовались со второй половины XVII века служилыми людьми из Тамбовской крепости. Ими был вырублен Талинский угол, или Талинская поляна. Именно с ними Питирим испытывал длительную тяжбу за присоединение этих земель. Здесь епископ выступил в качестве не только землевладельца, но и колонизатора, переселив на эти участки крестьян из других сёл. Так появились села Большая Талинка, Малая Талинка, Казывань и Кёрша. Питирим скончался 7 августа 1698. После его смерти владения перешли к епископу Игнатию, преемнику Питирима.
Позже, Тамбовская епархия была упразднена и была приписана к Рязанской. Уже бывший Тамбовской епископ Игнатий был сослан в Соловки за ересь и признания царя Петра антихристом. Архирейская ризница, архирейские домовые припасы и вотчины взяты в монастырский приказ, который управлялся бывшими владельцами этой земли, воеводами и их потомками.

На эту крестьянскую тугу жаловался впоследствии, в 1721 году, Снодальный резидент, Митрополит Стефан Яворский.
«Очень плохо пришлось жить под новым правлением бывшим крестьянам Тамбовского архиерейского дома. Тамбовские воеводы, ландрихтеры и комиссары не миловали Кёршинских и Талинских крестьян, въезжая в крестьянские поля с сотнями собак для охотной ловли и всякий хлеб и корм в домы свои брали непрестанно, и в работы всякие и в поводы крестьян брали непрестанно и живали в тех вотчинах и чинили всякое повлачение и налоги немалые и обиды…»— жалование Стефана Яворского государю Петру Первому.

Жалоба была написана скорее для подтверждения прав на землю и заметны преувеличения. Жалоба святителя была уважена Императором Петром I: бывшие Тамбовские архиерейские вотчины были приписаны к Рязанскому полусветскому синоду. Через несколько десятилетий всё села Талинской поляны были перепроданы помещикам. Больше всего получил В. П. Поспелов.

### XVIII век
Село, скорее всего, впервые упоминается в 1701 году: 
"В Тамбовском уезденовопоселенных вотчин прежде бывшего Тамбовского епископа в Тамбовской Поляне вселе Спасском с селами и деревнями крестьянских и бобыльских 240 дворов, которые по указам бывших Тамбовских епископов в ту вотчину переведены и сами перешли из вотчин Черниева монастыря из села Черниева. В селе Спасском,Талинское тож, двор архиерейский, крестьянских 114 дворов, мужского пола 828,женского пола 804.
Как и в наше время, село располагалось по обоим берегам реки Савенья в 35 км на северо-восток от города Тамбова, на холмистой равнине, растянувшись вдоль дороги. Но, село находилась ранее на пересечении ещё нескольких рек, одна из них — Кёрша, вторая Замищь, а третья Чемодарня. От этих участков рек сейчас остались лишь извилины оврагов.
В 1701 г. в селе уже была часовня в честь Преображения Господня. Село было вольное. Состояло из прямой улицы. Дома были рубленные (6 аршин) с маленькими окошками, топились по-чёрному. Дворы были плетневые, сзади которых находились риги.
Со времени основания села оно вместе с другими сёлами Талинской поляны во главе с главой Рязанского синода Стефаном Яворским конфликтовали с селом Пахотный Угол. Жители Пахотного Угла ходатайствовали перед правительством по поводу отнятых, по их мнению неправильно данным соседним сёлам земель — около нескольких тысяч десятин. Дело о возврате земель затянулось на 130 лет — до смерти последнего поверенного пахотно-угловца. Всё это время они собирали нужные документы, относящиеся к делу, писали челобитные указы. Но дело так и не было рассмотрено.
Село Большая Талинка ассоциируется с именем преподобного Федора Санаксарского, который бывал здесь в гостях у своего друга и ученика диакона местной церкви Михаила Никифорова.
Одно из путешествий отца Феодора было поучительно для многих его учеников и сопровождалось двумя особенными встречами. В селе Большая Талинка проживал благочестивый диакон Михаил Никифоров, духовный сын старца Феодора. Искренне преданный духовному отцу, он строго исполнял все его наставления. Диакон оба раза встречал своего наставника с великим благоговением и представлял ему прихожан, живущих по уставу преподобного. Ученики диакона, видя старца и слыша его наставления, от умиления плакали, а когда преподобный уезжал от них, со слезами приносили все, что могли на дорогу, от усердия своего, и клали у ног отца Феодора. Эти простые рабы Божии между собою жили во взаимной любви о Господе, соединённые крепче родных, бедным и неимущим помогали, снабжая их всем необходимым. От этого все в домашнем содержании жили в довольстве. Пьянства и разных бесчинств в их селе не было. Церковь Божия всегда была наполнена народом, приносившим Господу Богу непрестанные моления от чистого сердца.
В конце XVIII века Епископ Тамбовский и Пензенский Феодосий I (Голосницкий) озаботился исправлением икон в тамбовских храмах, для чего назначил надзирателей над иконописью диакона с. Большой Талинки Михаила Никифорова и дьячка Власа Яковлева. Они исправляли иконы, а многие из них, написанные неправильно, уничтожили.
В 1790-х годах часть Большой Талинки, была пожалована Павлом I действительному камергеру Сергею Сергеевичу Ланскому и жене его Елизавете Ивановне, урождённой Вилламовой. Позже они продали село другому помещику.
В 1795 году в Большой Талинке построили новую церковь. Об этом говорится в «Списке духовенства Тамбовской епархии на 1876 год»: " … церковь в селе Большой Талинке Преображенская, деревянная, построена в оду; придел один. "

### XIX век
В 1807 году построена церковь, около которой в небольшом домишке была церковно-приходская школа с 30 учащимися, которых обучал дьяк церковной грамоте.
В начале XIX века выходцы из села семьи Букатиных, Жигалиных, Ступниковых, Фоменковых и других, принадлежавшие Александру Михайловичу Полетика, основывают деревню Александровское.
В документах ревизской сказки 1831 года записано: «Село Большая Талинка тайного советника сенатора Николая Александровича Челищева, о состоящих мужска и женска пола крестьян, доставшиеся ему по купчей крепости в 1821 году от тайной советницы Елизаветы Ивановны Ланской…». Всего у помещика Челищева насчитывалось 1025 человек крепостных.
В 1853 году в Большой Талинке помимо удельных и казённых крестьян, проживают крестьяне двух помещиков: Челищева и Александра Михайловича Полетика.
В середине XIX века в селе действовали винокуренный завод, 3 мельницы, Земская школа.

В 1868 году на средства помещика Челищева Николая Михайловича вместо старой церкви тщанием прихожан была построена новая деревянная церковь. Престолов было 3: главный престол в честь Преображенья Господня (6 августа); Придельные: Серафима Соровского-Серафимовский (19 июля) и Михаила Архангела (8 ноября) по старому стилю. В приходе деревни Кёрша, Старое Челищево, Марьинка. Штат: 2 священника, дьякон и 2 псаломщика. У причта 8 десятин усадебной и 45 десятин полевой земли (в 2-х местах). Ближайший большой участок от церкви в полверсты, меньший в 3-х верстах. Земля песчаная, дает годового дохода 650 руб. Дома у священников собственные, остальных членов причта домов нет. 

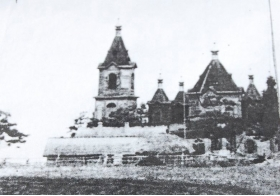
Дореволюционный храм в Селе Большая Талинка

В 1892 году в Большой Талинке была открыта Земская однокомплектная сменная школа на 80 учащихся. Первым учителями были Тихон Алексеевич…, затем Соколова Екатерина Ивановна и Феактистова Надежда Ильинична, в 1905 году во время Первой Русской революции они вместе с учениками призывали к восстанию жителей, но впоследствии придерживались взглядов эсеров, а после провала революции сбежали из села.

### XX век
В "Историко-статистическом описании Тамбовской Епархии за 1911 год говорится: «Дворов 371, душ мужского пола 1649, женского 1515, великороссы, земледельцы, имеют по 8 саженей на душу в каждом из трех полей. Школы: земская двухкомплектная, одноклассная, смешанная. … церковь деревянная, холодная, построена прихожанами в 1868 году.»
Во время Первой русской революции село стало одним из очагов восстания в Тамбовской губернии.Было разграблено и сожжено имение помещика Челищева. После подавления волнения весь крестьянский сход был поставлен на колени.Казаки окружили крестьян. били нагайками и шашками.Крестьянин Афанасий Кузнецов был избит до полусмерти и отправлен в тюрьму.
Афанасий Кузнецов — 40 лет — пишет о своём дознании тов. прокурора— содержится под стражей по обвинению в разгроме имения Челищева.
«После разгрома имения Челищева, когда 17 ноября 1905 года, по распоряжению нашего волостного старшины, я как десятский по собрании прихода, находился в числе собрания схода, находился в числе собранного схода и стоял с краю в толпе в ожидании приезда начальства и казаков для выдачи награбленного и виновных; явились казаки под начальством офицера. Офицер подъехал к сходу, спрашивал, грабил ли кто из схода и поджигал, старики сказали, что не поджигали, а только некоторые, когда уже горел амбар, грабили имущество с пожара. Офицер сказал, что мы говорим неправду и приказал нам идти на барский дом, поставив перед тем нас на колени, но староста и, кажется старшина пошли на барский дом, а мы все сходом не пошли, боясь, что нас изобьют и все мы бросились к сборной избе. Тогда казачий офицер приказал вытаскивать стариков из сборной ямы наружу. Нас, желавших укрыться в избе, в том числе и меня вытащили наружу и тут же поставили нас на колени. Казаки нас окружили и казачий офицер стал бить меня и других нагайкой, офицер бил меня шашкой, он нанёс мне две раны на голове, ссадины на лице, а также и на рука, особенно бил меня по правой руке и теперь я плохо владею ей. Избил он меня так сильно, что я две недели не мог одеться и обуться.»
В 1914 году в селе действовало кредитное товарищество.
Во время Октябрьской революции 1917 года жители села Шильдяев Дмитрий Феактистович и Сухоруков Петр Егорович уйдя от тяжелой жизни села в город Тамбов принимали участие в распространении листовок газеты «Земля и воля», ходили в кружок, принимали участие в выступлениях. Шильдяев Д. Ф.был дважды арестован полицией. В революционной борьбе также принимали участие Вялов Павел Тимофеевич и Косенков Сергей Иванович, который работал наборщиком в редакции. Сухоруков П. Е. работал машинистом на паровозе, а после установления власти работал секретарем Пахотноугловского сельского Совета.
После революции в 1918 году был образован Большеталинский сельсовет.
В районе села 11 октября 1942 года потерпел катастрофу экипаж 3-го авиационного полка дальнего действия 53-й авиадивизии дальнего действия, командир экипажа — Георгий Шамшеевич Качаров. При возвращении на свой аэродром в Мичуринск после выполнения боевого задания в районе Сталинграда самолёт был поврежден огнем зенитной артиллерии противника. При падении в болото самолёт взорвался. В живых остался только один летчик. Одежда летчика была объята пламенем, летчик полз к воде, чтобы потушить свою одежду. От возгорания взорвалась граната из личного боекопмплекта. Утром жители села подобрали останки экипажа и захоронили на поле, куда упал самолёт. На месте гибели экипажа жители возвели памятник.
По штату в Преображенском храме с. Большая Талинка служили два священника, диакон и два псаломщика. В этой церкви служили: репрессированный в 1931 году отец Дмитрий Вяжлинский, отец Василий Сысоев и его сын отец Алексей Сысоев (с 1933 по 1937гг). В 1938 году храм был закрыт, а в 1968 разрушен. Старой дореволюционной церкви давно нет, на её месте под соснами стоит Преображенская церковь, построенная в 2006 году.
При подготовке котлована под фундамент церкви были найдены человеческие останки, которые были здесь захоронены около старой церкви. По словам старожилов села, здесь были могилы прежних священнослужителей старой церкви, а также расстреливали односельчан во время Тамбовского восстания. Было проведено перезахоронение останков и отслужена панихида по усопшим.
Первый камень в основание новой церкви заложен 1 июня 2006 года на праздник Вознесения Господня. В строительстве церкви принимали участие многие прихожане. Была оказана помощь учащимися Большеталинской и Столовской средней школы, а военнослужащие одной из воинских частей г. Тамбова оказали значительную помощь в установке церковной ограды.
Вновь построенная церковь была освящена 28 ноября 2007 года Епископом Тамбовским и Мичуринским Феодосием. Первым священнослужителем в новой церкви стал иерей Андрей Финаев. В настоящее время богослужения в церкви проходят по субботним дням и по большим церковным праздникам.

## Известные жители
- Авдеев Александр Фёдорович — лётчик, Герой Советского Союза, заместитель командира эскадрильи, капитан.
- Залукаев Василий Ильич — участник Великой Отечественной войны, командир расчёта миномётной роты 50-го гвардейского Ченстоховского Краснознамённого стрелкового полка, гвардии старший сержант. Кавалер ордена Славы трёх степеней.
- Барсуков Иван Михайлович (1894-1959) — участник Первой Мировой и Гражданской войны в России, член ВКП, награждён медалью «За доблестный труд на Великой Отечественной войне».
- Осиновский Александр Петрович (1892-1976) — главный бухгалтер Тамбовского коммунального банка. Награждён медалью «За доблестный труд на Великой Отечественной войне».
- Титов Иван Михайлович — механизатор, лауреат Государственной Премии.

## Достопримечательности
- Памятник погибшим воинам односельчаном в годы Великой Отечественной войны.
- Мемориальная доска в школе, где учился Герой Советского Союза Авдеев Александр Фёдорович.
- Братская могила экипажа потерпевшего крушение в селе в годы Великой Отечественной войны.
- Храм Преображения Господня.

## Население
В 1701 году село насчитывало — 114 дворов, 1630 человек.
В 1762 году в селе числилось — 1973 человека и 260 домов.
В 1802 году село насчитывало 500 дворов бедняков, 8 дворов кулаков, 3 двора середняков.
В 1856 году село насчитывало 139 дворов с населением 1242 жителя.
В 1862 году село насчитывало 1327 жителей.
В 1886 году село насчитывало 278 дворов с населением 2201 житель.
В 1911 году в селе проживало — 3164 жителя с 371 двором.
В 1914 году село насчитывало около 3500 жителей.
В 1917 году в селе проживал — 3281 житель.
В 1926 году в селе проживало — 3486 жителей с 647 дворами.
В 1941 году село насчитывало — 933 двора.
В 2002 году в селе проживало — 588 жителей.
В 2010 году в селе проживало — 366 жителей.